# Departamento Chacabuco (Chaco)
Chacabuco es un departamento en la provincia del Chaco, Argentina.
Fue creado el 1 de julio de 1953, mediante la Ley Provincial N.º 6. Esta norma estableció 24 divisiones administrativas en la entonces recientemente creada provincia Presidente Perón, actual provincia del Chaco.

## Demografía
El censo de 1960 fue el primer relevamiento nacional luego establecerse la división política en Chaco. Relevó una población de 16 402 habitantes, de los cuales algo más del 50%, —8953 personas—, fueron registradas como población urbana.

Diez años después, el censo de 1970 registró una población de 14 654 habitantes.
Cuenta con 34 598 habitantes (Indec, 2022), lo que representa un incremento promedio anual del 1.1% frente a los 30 590 habitantes (Indec, 2010) del censo anterior. La mediana de edad se estableció en 30 años.
| Gráfica de evolución demográfica de Departamento Chacabuco entre 1991 y 2022 |
|                                                                              |
| Fuente: Censos nacionales del INDEC                                          |